# آنتونیو دالمونته
آنتونیو دالمونته (انگلیسی: Antonio Dalmonte; ۳ آوریل ۱۹۱۹ – ۵ سپتامبر ۲۰۱۵) بازیکن فوتبال اهل ایتالیا بود.
از باشگاه‌هایی که در آن بازی کرده‌است می‌توان به باشگاه فوتبال اینتر میلان، باشگاه فوتبال یوونتوس، باشگاه فوتبال رجانا، باشگاه فوتبال چزنا، و باشگاه فوتبال آتالانتا اشاره کرد.